# Регионална библиотека „Христо Смирненски“ – Хасково
Библиотека „Христо Смирненски“ е създадена на 29 април 1953 г. с решение на Изпълнителния комитет на Окръжния народен съвет (ОНС) – Хасково, с протокол № 23.
Първоначалната сбирка от книги наброява 9617 тома, предимно дарени от частни лица. В деня на откриването на библиотеката – 15.07.1954 г. фонда вече наброява 18 600 тома литература. Библиотеката е основното книгохранилище на региона, архив на краеведската литература и на местния печат, център за цялостно библиотечно обслужване на читателите, за библиотечно-библиографска информация и библиографии по краезнание.
През 2010 г. библиотеката става част от „Глобални библиотеки – България“.

## Галерия
- Централното фоайе
- Заемната за възрастни
- Витрина „Нови книги“